# Хипостаза
Хипостаза или ипостас (грч. ὑπόστασις — стајати под) је филозофски појам који дословно значи оно што стоји испод, под-стајање (лат. substantia). У филозофији, хипостаза може бити подлога, основа, биће, супстанција и сл. У хришћанској теологији, хипостаза је израз којим се одређују лица Свете Тројице.
Хипостазирање значи опредметљење, односно попредметљење неког својства или појма. Хипостазирати значи претворити у самостално, супстанцијално, оно што то није. По Канту, хипостазирати значи нешто „што постоји само у мислима узимати као збиљски предмет изван субјекта који мисли“, односно „његове мисли претварати у ствари“.

## Хипостаза у античкој филозофији
У грчкој филозофији, израз хипостаза је везан са изразом суштина (грч. οὐσία). Плотин је користио појам хипостаза за означавање супстанција, односно ступњева бића. Плотин целину постојећег дели на следеће хипостазе:
- Једно: неизрециво, једноставно, с оне стране сваког јества;
- дух или ум: ту спадају платоновске идеје; с настанком времена долази до треће хипостазе;
- душа: она живи између оног ноетичког и чулног и делатно је јество читавог живота у свему, а садржи и појединачне душе;
- твар: она није хипостаза, будући да ничему није подлога, сама је безоблична, а обликује је душа.

Свака хипостаза је утемељена у вишој, а једина која је утемељена у себи самој јесте највиша — Једно. Истицање или исијавање (лат. еманација) је процес који тече одозго према доле, од једног ка твари.

## Ипостас у хришћанству
У хришћанској терминологији хипостаза добија значење супротно од οὐσία и φύσις. Да би се уклонили неспоразуми због различитог разумевања и употребе термина ὑπόστασις и οὐσία, на захтев Св. Атанасија Великог, сазван је сабор у Александрији (362), на коме је одлучено да термин οὐσία (суштина) означава оно што је заједничко за сва три лица Свете Тројице, а термин хипостаза (лице) означава оно што је тројично у суштини. Држећи се ове терминологије, оци Другог васељенског сабора, у посланици Римској цркви (Римска епархија једне Цркве), изразили су се о вери у Свету Тројицу: црква верује у једног Бога (у једну суштину), који је у трима савршеним ипостасима (трима савршеним лицима).
Дакле, сва три лица — Отац, Син и Свети Дух — у Светој Тројици имају једну исту суштину, па православна теологија поставља јединство и тројичност Божју на исти ниво. Разлика међу божанским лицима (ипостасима) заснива се само на разлици њихових личних својстава.

### Лична својства ипостаси Свете Тројице
Лично својство Оца јесте нерођеност. „Под нерођеним подразумева се оно што је без порекла.“ (Свети Григорије Ниски). Отац је начело јединства у Светој Тројици, извор (тројичних односа) из којег ипостаси добијају свој одређени карактер. Он је, као прва ипостас у Светој Тројици, по свом личном својству беспочетан, безузрочан, нестворен, нерођен, несаздан, он је Бог сам од себе, док Син и Свети дух произлазе беспочетно и вечно од Оца — јединство Свете Тројице одржава монархија Оца.
Лично својство Сина јесте рађање, тј. Син је друга ипостас која произлази од Оца као рођени. Син се рађа вечно од вечног Оца, током једног процеса који припада категорији суштине. Син није производ Очеве воље, већ је Син по својој суштини, као једини од јединога, као Бог истинити од Бога истинитог, па на тај начин има све особине вечности (сам појам о вечном Оцу садржи у себи појам о вечном Сину, и обратно).
Лично својство Светог Духа јесте његово исхођење од Оца, што је открио сам Господ Исус Христос, као једну од највећих светих тајни (Јован 15,26). Али, Свети дух бива послан у свет и од Оца и од Сина (Јован 14,26), а његово послање је божанска енергија у којој учествују све три ипостаси Свете Тројице. Свети дух почива на Сину, учествује и продужава његово дело спасења, а учење о Светом духу, које се чува у Цркви, нашло је свој догматски израз у осмом члану Симбола вере.